# Сегодня (газета, Россия)
«Сегодня» — российская ежедневная общественно-политическая газета, учреждённая в 1993 году консорциумом из трёх банков, в том числе «Мост-Банком» Владимира Гусинского. Вторая после «Коммерсанта» частная газета в России. Спустя полгода два других банка — «Столичный» и «Национальный кредит» — отказались от участия в проекте.

## О газете
Первый состав журналистов был приглашён из «Независимой газеты», газеты «Мегаполис-экспресс» и других успешных в то время столичных изданий. На новом месте им были предложены самые высокие, по тем временам, оклады — в несколько раз выше, чем в других газетах.
До 1995 года редакция располагалась в малоприспособленном для этих целей общежитии РГГУ на Миусской площади. Затем переехала в бывшую ракетную лабораторию МАИ на Ленинградском шоссе, где ныне размещается издательский дом «Семь дней». В 2001 году прекратила существование в связи с финансовыми и политическими проблемами Владимира Гусинского и его группы «Медиа-Мост», возбуждением против него уголовного дела и отъездом за границу.
Тематика газеты — новости политики, экономики, культуры, спорта, расследования и аналитика. В газете публиковались иллюстрированные репортажи с московских пожаров, с мест убийств столичных предпринимателей и других городских происшествий, куда журналисты «Сегодня» ухитрялись приезжать едва ли не раньше милиции и «скорой помощи».
Выпускалась в печатном виде. Объём — 16—24 полос; периодичность выхода — ежедневно, кроме воскресенья; формат — A2.
После закрытия издания часть коллектива перешла работать в подконтрольный «Газпрому» еженедельный журнал «Итоги», где и работала вплоть до закрытия журнала в феврале 2014 года.

## Главные редакторы
- Дмитрий Остальский[4] (1993—1996)
- Евгений Серов (1996—1997)[5]
- Александр Логачевский (июль 1997, и. о. главного редактора)[6]
- Дмитрий Бирюков (август 1997)[6]
- Михаил Бергер (1997—2001)[7]

## Журналисты в разное время
- Владимир Абаринов[8]
- Николай Алексеев
- Александр Анучкин[9]
- Денис Бабиченко
- Юлия Бедерова
- Александр Беккер
- Максим Белозор
- Георгий Бовт
- Александр Борейко[10]
- Ирина Бороган
- Лев Бруни
- Леонид Велехов[11]
- Елена Вроно
- Юрий Гладильщиков
- Юрий Голотюк[12]
- Андрей Григорьев[13]
- Анна Гордеева
- Милана Давыдова
- Юрий Дудь[14]
- Кирилл Дыбский
- Наталья Калашникова
- Максим Кашулинский
- Андрей Ковалёв
- Вячеслав Курицын
- Татьяна Кошкарёва[15]
- Борис Кузьминский
- Елена Ланкина
- Юлия Латынина
- Михаил Леонтьев[16]
- Фёдор Лукьянов
- Алексей Макаркин
- Татьяна Малкина
- Илья Межибовский
- Вадим Несвижский
- Эльмар Муртазаев
- Рустам Нарзикулов[15]
- Андрей Немзер[17]
- Олег Одноколенко
- Елизавета Осетинская[18]
- Сергей Пархоменко
- Дмитрий Погоржельский[19]
- Леонид Радзиховский
- Алексей Рафаенко
- Григорий Ревзин
- Ольга Романова
- Станислав Ф. Ростоцкий
- Николай Саприн[20]
- Александр Сидоров
- Андрей Солдатов
- Алёна Солнцева
- Владимир Тодрес[21]
- Елена Трегубова
- Иван Трефилов[22]
- Павел Фельгенгауэр
- Виктор Хамраев
- Илья Хренников
- Алексей Шерихов
- Мария Эйсмонт